# Loge De Edelmoedigheid
Loge De Edelmoedigheid is een vrijmetselaarsloge in Tiel opgericht in 1776, vallende onder het Grootoosten der Nederlanden.

## Geschiedenis
Op 9 februari 1776 werd door de volgende leden van de Ambulante Loge ‘La Concorde’ het verzoek om een constitutiebrief gedaan: D. Baert Verspijck, J.L. Verster, A. van Hanswijk, J.H. van der Does, B.W.D. Roy van Wichen, W. Blonket, P. Dibbetz, Theods Hack en B.H. Wassenaer d’Onsenoort. De constitutiebrief, d.d. 16 februari 1776 vermeldt dezelfde namen. De loge kreeg toen als volgnummer: 61.
De loge werd geïnstalleerd op 26 maart 1776. De loge werd op 1 juni 1800 vervallen verklaard, waarna op 13 augustus 1808 een verzoek om een nieuwe constitutiebrief werd gedaan door J. Schouten, W.H. Knoop, P. van Rheede van Outshoorn, A. van Dedem, G.H.W. de Labat, S.A. van Naamen, J.T. Timmerman, F.J. Th. van der Wijck, Ab. Baud, J.B. van Widenkeller en G.T.T.A. van der Brugghen. Deze constitutiebrief werd verleend op 4 september 1808. De loge werd opnieuw geïnstalleerd op 5 november 1808. De loge kreeg op 15 december 1950 toestemming haar zetel naar Tiel te verplaatsen, omdat er nog maar twee van de achttien leden in ’s-Hertogenbosch woonden. Tot 1973 had ’s-Hertogenbosch bijgevolg geen loge, tot de oprichting van Loge ‘Gezellen van Sint Jan’ in 1973.

## Onderscheidingskleuren
Oorspronkelijk is de kleur grijs gekozen; maar vanaf 1809 is dit groen en goud.
Vrijmetselarij · Beginselen · Geschiedenis · Symbolen · Vrijmetselaarsloge · Ordegrondwet · Obediëntie · Regulariteit en irregulariteit · Ritus · Graden · Grootmeester · Gemengde vrijmetselarij · Para-vrijmetselarij · Antivrijmetselarij · Vrijmetselarij in Nederland · Vrijmetselarij in België · Internationale vrijmetselarij
>>> Meer info op Portaal:Vrijmetselarij <<<